# K11 ATELIER

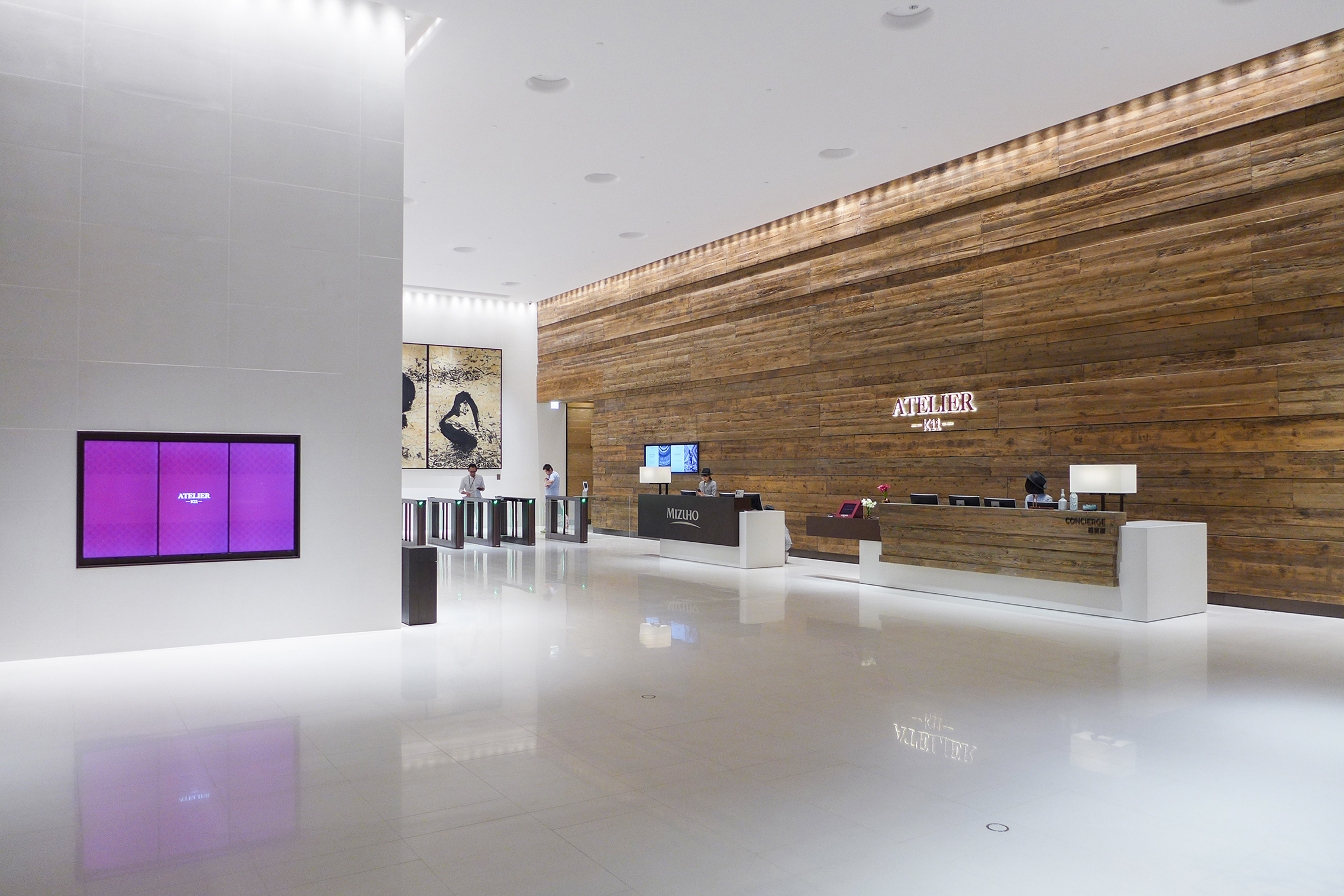
寫字樓大堂

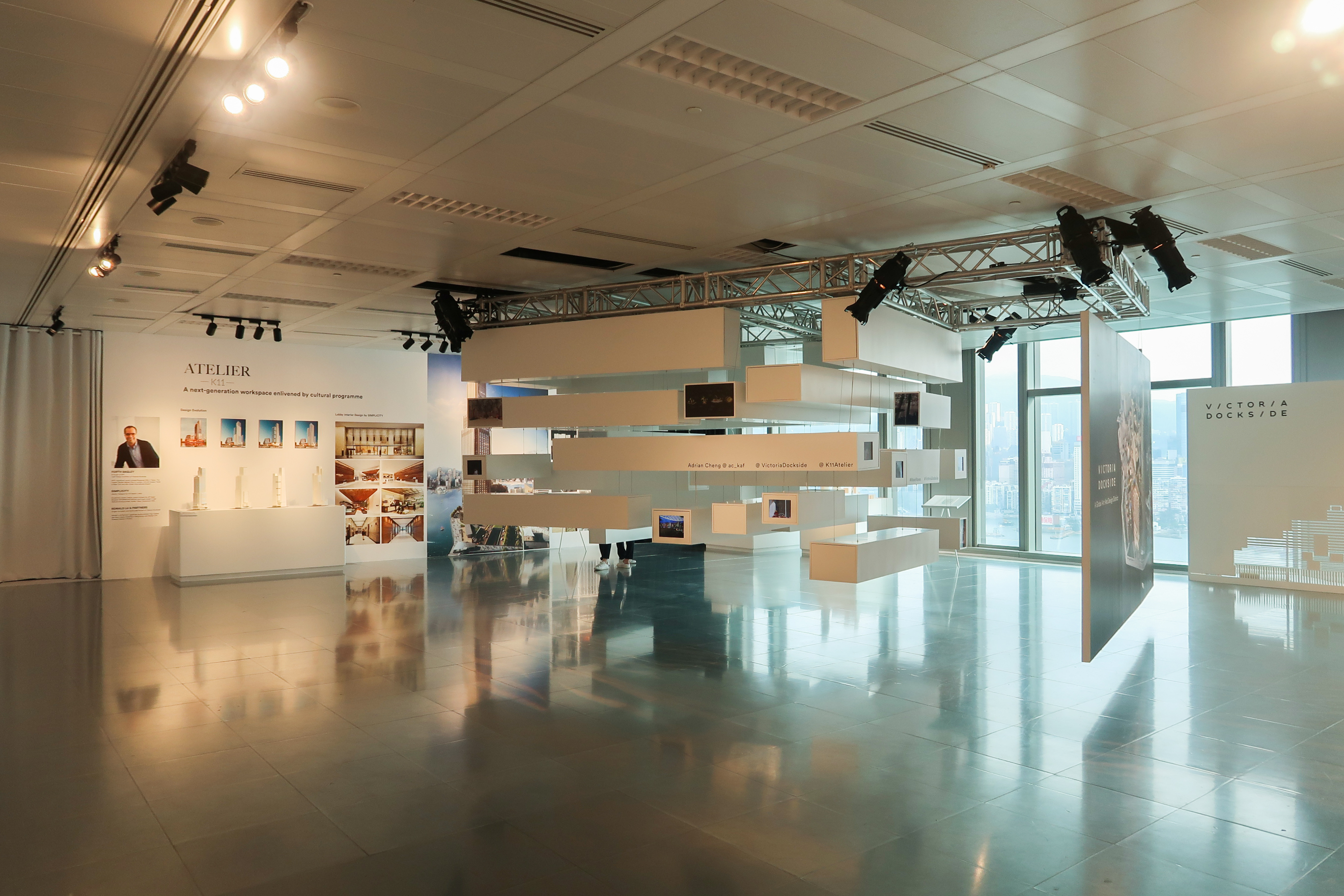
21樓設Victoria Dockside項目展覽廳

K11辦公大樓（英語：K11 ATELIER）是新世界發展策劃的甲級寫字樓品牌，分別有K11 ATELIER King’s Road, K11 ATELIER Victoria Dockside及K11 ATELIER 11 SKIES 三座甲級寫字樓建築物。
K11 ATELIER King’s Road 座落於鰂魚涌的甲級寫字樓。該項目地理位置優越，項目樓高22層，總樓面面積達440,000平方呎。 K11 ATELIER King's Road 擁有便捷的交通網絡，毗鄰鰂魚涌港鐵站與中環灣仔繞道，緊扣香港每個角落，並為著重創意、講究工作與生活平衡的新一代人才提供一個富啟發性的辦公環境。知名建築設計顧問公司 Leigh & Orange 及會計諮詢服務公司 Baker Tilly，分別承租全層作辦公室。
其中 K11 ATELIER Victoria Dockside 位於尖沙咀維港海旁，是綜合發展項目 Victoria Dockside 第一期落成的甲級寫字樓，可供租用的寫字樓總面積為435,156平方呎。

## 概覽
K11 ATELIER 於2017年正式落成，是 Victoria Dockside 項目的第一階段建成的甲級寫字樓，由鄭志剛和新世界發展策劃。建築主張現代藝術、文化和創新，為來自亞洲各地公司的提供租賃服務，租戶包括瑞穗銀行、台北富邦銀行、瑞金亞洲、來自印尼共享空間品牌 CEO SUITE和當代藝術畫廊「PERROTIN」等。大堂內的藝術品，其中包括藝術家秦風、Nick Mauss 和 Alexander Tovborg 等的作品。

## 建築
K11 ATELIER 是由 KPF建築事務所設計，並由日本室內設計公司 Simplicity 主理內部裝修陳設。大堂有大量綠化及以天然木材裝飾，同時設有咖啡廳，為大廈延續更多社區空間及休息區域。K11 ATELIER辦公空間佔地435, 156平方尺，坐擁270度維港美景。
K11 ATELIER 辦公大樓亦取得了兩項國際性綠色建築標準認證，包括美國領先能源與環境設計（LEED）鉑金級及香港綠建環評（BEAM Plus）的銀級預認證。大樓的玻璃幕牆裝有光伏太陽能電板，是香港最大的太陽能幕牆之一，每年可以為大樓的辦公室提供約50%照明電力，大約相當於220部咖啡機的用電量。

## K11 ATELIER 學院
K11 ATELIER 學院負責向租戶和員工提供課程。

## 其他 K11 ATELIER

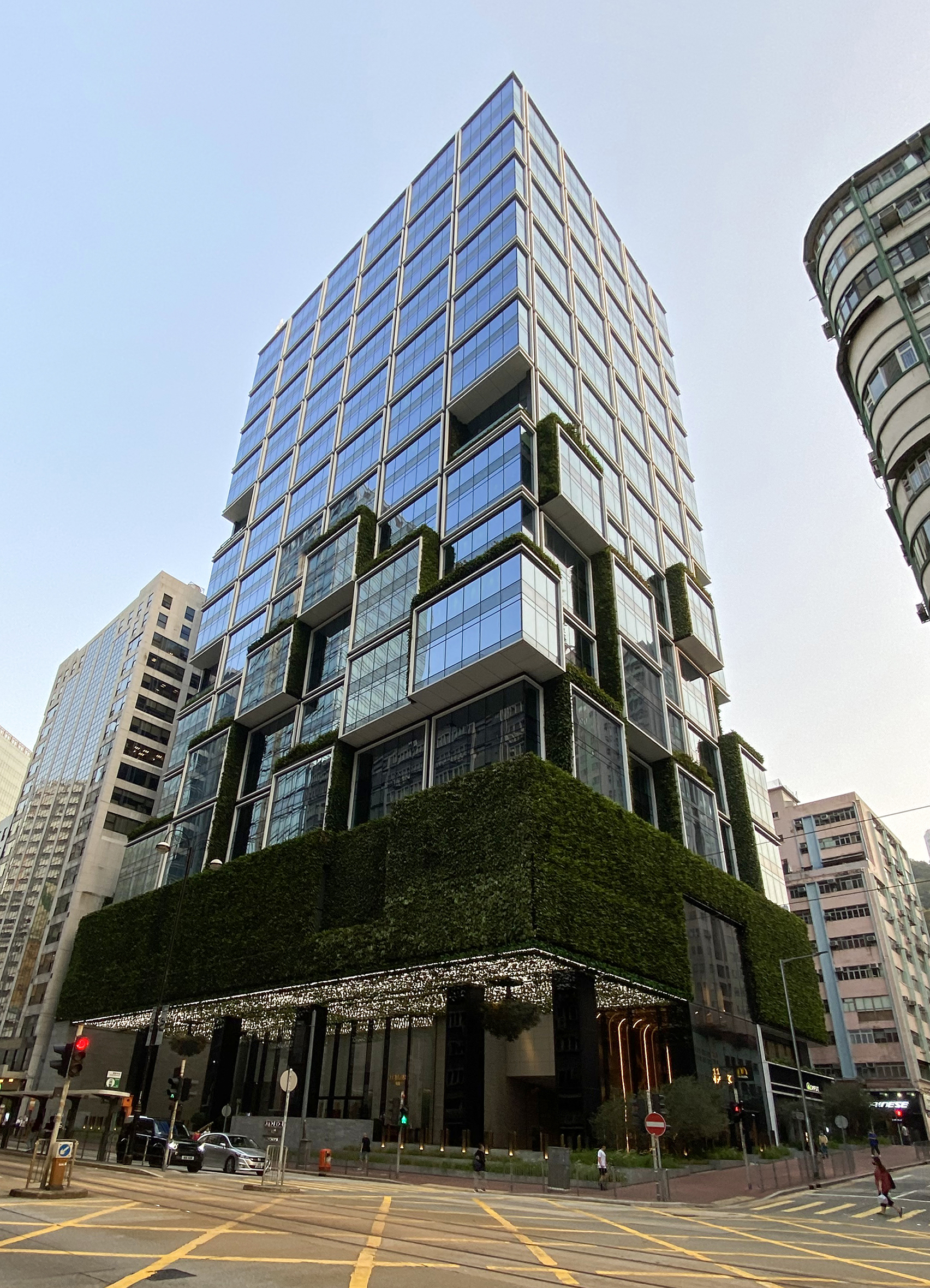
鰂魚涌K11 ATELIER King's Road

- 廣州周大福金融中心、天津周大福金融中心等新世界發展轄下綜合商業項目，亦設有 K11 ATELIER 系列辦公大樓。
- K11 ATELIER King's Road - 於2019年12月交付使用，2樓設多用途藝術展覽空間HACC。[8]
- 11 SKIES三幢甲級寫字樓 - 位於香港國際機場航天城，於2022年入伙。